# Берчкліф
Берчкліф (англ. Birchcliff) — літнє село в Канаді, у провінції Альберта, у складі муніципального району Лакомб.

## Населення
За даними перепису 2016 року, літнє село нараховувало 117 осіб постійного населення, показавши зростання на 4,5%, порівняно з 2011-м роком. Середня густина населення становила 113,4 осіб/км².
З офіційних мов обидвома одночасно володіли 5 жителів, тільки англійською — 110. Усього 5 осіб вважали рідною мовою не одну з офіційних.
Працездатне населення становило 75 осіб (78,9% усього населення), усі були зайняті.

## Клімат
Середня річна температура становить 2,6°C, середня максимальна – 21,3°C, а середня мінімальна – -18,6°C. Середня річна кількість опадів – 491 мм.
| Клімат поселення                              | Клімат поселення | Клімат поселення | Клімат поселення | Клімат поселення | Клімат поселення | Клімат поселення | Клімат поселення | Клімат поселення | Клімат поселення | Клімат поселення | Клімат поселення | Клімат поселення | Клімат поселення |
| Показник                                      | Січ.             | Лют.             | Бер.             | Квіт.            | Трав.            | Черв.            | Лип.             | Серп.            | Вер.             | Жовт.            | Лист.            | Груд.            |                  |
| Середній максимум, °C                         | −6,14            | −3,06            | 1,96             | 9,42             | 14,97            | 19,05            | 21,28            | 21,12            | 16,27            | 11,21            | 2,29             | −3,29            |                  |
| Середня температура, °C                       | −12,32           | −9,29            | −4,26            | 3,22             | 8,77             | 12,83            | 15,22            | 15,05            | 10,22            | 5,16             | −3,77            | −9,36            |                  |
| Середній мінімум, °C                          | −18,56           | −15,48           | −10,46           | −2,99            | 2,55             | 6,62             | 9,16             | 9,00             | 4,16             | −0,91            | −9,82            | −15,41           |                  |
| Норма опадів, мм                              | 20               | 14               | 18               | 23               | 55               | 92               | 92               | 71               | 53               | 21               | 15               | 17               |                  |
| Середньомісячна швидкість вітру, м/с          | 3.22             | 3.24             | 3.45             | 3.70             | 3.70             | 3.40             | 3.05             | 2.90             | 3.16             | 3.42             | 3.35             | 3.26             |                  |
| Середньомісячна сонячна радіація, кДж/м²·день | 3811             | 7239             | 12393            | 17203            | 20641            | 21953            | 22581            | 19007            | 13138            | 7899             | 4044             | 2863             |                  |
| --------------------------------------------- | ---------------- | ---------------- | ---------------- | ---------------- | ---------------- | ---------------- | ---------------- | ---------------- | ---------------- | ---------------- | ---------------- | ---------------- | ---------------- |
| Джерело:                                      |                  |                  |                  |                  |                  |                  |                  |                  |                  |                  |                  |                  |                  |